# Icheb
Icheb is een personage uit de sciencefictionserie Star Trek: Voyager. Manu Intiraymi vertolkte de rol van Icheb.
Hij is Brunali en geboren met een speciale taak. Hij was namelijk een van de verkoren kinderen die gemanipuleerde genen hadden. Deze genen moesten de volwassen darren van het Borg-collectief vernietigen. Het was een poging van zijn thuiswereld om de aanvallen van de Borg te stoppen.
Voyager vond een bijna vernietigd Borgschip en onderzocht het. In dit schip vinden ze vijf onvolgroeide darren (kinderen dus). Icheb was een van hen. Oorspronkelijk was hij First (rangaanduiding van de Borg), omdat hij als eerste uit de volgroeiingkamer kwam, maar omdat hij geen orde kon houden werd hij teruggezet tot Second. Ze werden gered door de bemanning van Voyager, behalve de First.
Terwijl de bemanning zocht naar de herkomst van de kinderen, kregen ze les van Seven of Nine. Seven of Nine werd een soort voogd voor hen, dus ook voor Icheb. Icheb blijkt erg intelligent te zijn en presteert veel. Seven of Nine en Captain Janeway bewonderen hem hierom. Icheb hoopt op een functie in het astronomisch lab.
Toen de ouders van Icheb werden gevonden, was het logisch dat hij terug zou keren naar zijn familie. In het begin had Seven of Nine het er erg moeilijk mee, ze had het er moeilijk mee om Icheb los te laten. Ze is ervan overtuigd dat de biologische ouders van Icheb hem niet goed kunnen beschermen voor de Borg en hem onvoldoende onderwijs kunnen geven. Uiteindelijk merkt ze toch dat ze Icheb los moet laten en Icheb kiest om bij zijn biologische ouders te blijven.
Na dat Icheb is verenigd met zijn familie en Voyager haar koers alweer heeft hervat merkt Voyager dat Icheb weer op een schip is gezet om wederom de borg te infecteren met zijn virus. Gelukkig komen zij op tijd aan om Icheb te redden van een Borg bol. Icheb besluit hier na om zijn familie achter zich te laten en mee te gaan met de Voyager.
Icheb blijft als enige op Voyager achter als de andere kinderen wel een thuis vinden. Hij besluit om te gaan studeren aan de Starfleet Academie. Nadat hij zijn toelatingsexamen behaalt, gaat hij studeren onder leiding van Tuvok. Tuvok was ooit instructeur op de Academie. Seven of Nine helpt hem met de studie voor het toelatingsexamen. In 2378 bereikt Voyager de Aarde, waar hij zijn examen aflegt.
Hij heeft eenmaal het leven van Seven of Nine gered. Hij deed dit zonder toestemming. Het was een riskante operatie, daarom kreeg hij geen toestemming. Hij besloot het heft in handen te nemen door zelf zijn node (waar het om ging) af te sluiten en daarmee een operatie af te dwingen. Beiden overleven het wel.